# Anii 660 î.Hr.
Milenii: Mileniul al II-lea î.Hr. - Mileniul I î.Hr. - Mileniul I
Secole: Secolul al VIII-lea î.Hr. - Secolul al VII-lea î.Hr. - Secolul al VI-lea î.Hr.
Decenii:Anii 690 î.Hr. Anii 680 î.Hr. Anii 670 î.Hr. Anii 660 î.Hr. Anii 650 î.Hr. Anii 640 î.Hr. Anii 630 î.Hr.
Ani: 665 î.Hr. 664 î.Hr. 663 î.Hr. 662 î.Hr. 661 î.Hr. - 660 î.Hr. - 659 î.Hr. 658 î.Hr. 657 î.Hr. 656 î.Hr. 655 î.Hr.
Anii 660 î.Hr. - reprezintă perioada 669 î.Hr. - 660 î.Hr.

## Evenimente
Fondarea Japoniei